# Pëtr Savvič Utkin
Pëtr Savvič Utkin (in russo Пётр Саввич Уткин?; Tambov, 9 ottobre 1877 – Leningrado, 17 ottobre 1934) è stato un pittore russo.
È stato uno dei principali rappresentanti in Russia della corrente del simbolismo.

## Biografia
Dopo l'iniziale educazione artistica ricevuta nelle scuole di Saratov, si iscrive alla Scuola di pittura, scultura e architettura di Mosca.
Influenzato dal gruppo parigino dei Nabis, nel 1904 organizza a Saratov una mostra policulturale ispirata al simbolismo denominata Rosa rossa e un'altra, analoga, a Mosca nel 1907, denominata Rosa blu.
La maggior parte delle sue opere è andata perduta in un incendio conseguente agli avvenimenti bellici della seconda guerra mondiale.